# 당저항
당저항은 경상남도 남해군 창선면 당저리에 있는 어항이다. 1972년 2월 23일 지방어항으로 지정하여 관리하고 있다. 시설관리자는 남해군수이다.

## 어항 연혁
- 조선시대에 거제와 남해도 해안일대에서는 특산물인 문어, 미역, 해삼 등 수산물을 모아 배에 싣고 서해안으로 북상하여 인천, 한강을 거쳐 노량진에 입항해 조정에 바치곤 했다. 그때 곡물, 해산물을 실어 나르던 이동수단은 바람을 이용하던 돛단배라, 종종 큰 바람을 만나 침몰하는 사고가 자주 일어나 백성들은 조공이 나랏님에게까지 무사히 도착하기를 빌면서 제를 올리곤 했다. 창선면에도 그 제를 올리던 당집이 있었고, 당집이 있는 산아래 마을이라 하여 '당저(堂底)'라 했다.

## 어항 시설
- 방파제 200m, 물양장 110m

## 주요 어종
- 노래미, 멸치, 도다리, 장어, 개불